# Echenais aristus
Echenais aristus är en fjärilsart som beskrevs av Stoll 1787. Echenais aristus ingår i släktet Echenais och familjen Riodinidae. Inga underarter finns listade i Catalogue of Life.